# National Science Digital Library

La National Science Digital Library (NSDL) est une bibliothèque électronique américaine mise en ligne pour favoriser l'éducation et la recherche en sciences, technologie, ingénierie et mathématiques. Une grande partie du matériel proposé est gratuitement accessible. 
Le National Science Digital Library (NSDL) Program a été lancé en 2000 par la National Science Foundation (NSF) dans le but de favoriser l'accès à des sources d'informations de première qualité en sciences, technologie, ingénierie et mathématiques (abrégé par STEM en anglais). NSDL offre un guichet unique au contenu STEM collecté de différentes bibliothèques numériques, de projets subventionnés par la NSF, de maisons d'édition et de sites web recommandés par la NSDL. La NSDL met aussi en ligne différents outils pour faciliter la recherche parmi ces sources. La NSDL est conçue au départ pour les enseignants des programmes K-16, mais n'importe qui peut y accéder, certains sites demandant des frais d'accès.